# Alchemilla austroaltaica
Alchemilla austroaltaica é uma espécie de rosácea do gênero Alchemilla, pertencente à família Rosaceae.